# لينا (ممثلة هندية)
لينا (بالإنجليزية: Lena Abhilash)‏ هي ممثلة هندية، ولدت في 1981 في تريشور في الهند.

## وصلات خارجية
- لينا على موقع IMDb (الإنجليزية)
- لينا على موقع قاعدة بيانات الفيلم (الإنجليزية)